# NorGer
NorGer är en är en planerad kraftledning mellan Norge och  Tyskland. Den är ett av två projekt som lancerades i början av 2010-talet. Nordlink, som var det andra, togs i drift år 2021. Projektet drivs av Statnett, Tennet och den tyska banken KfW.
Förbindelsen skall enligt planerna bestå av en 570 km lång sjökabel under Nordsjön mellan Elsfleth-West i Niedersachsen i Tyskland och en ännu ej beslutad plats i Norge, samt omkring 30 km landbaserad kabel. Den beräknas få en total överföringskapacitet på 1 400 MW. 
Projektet ligger för närvarande (2024) i malpåse, men förväntas utfört före år 2030.